# Cộng hòa Xã hội chủ nghĩa Xô viết tự trị Karelia
Cộng hòa Xã hội chủ nghĩa Xô viết Tự trị Karelia là một nước Cộng hòa Xã hội chủ nghĩa Xô viết tự trị trong Liên bang Xô viết. Cộng hòa Xã hội chủ nghĩa Xô viết Tự trị Karelia được thành lập từ năm 1923, là một trong những lãnh thổ đầu tiên trong Liên bang Xô viết sau khi nó thành lập năm 1922. Đến năm 1940, sau Chiến tranh Liên Xô-Phần Lan, Nhà nước Karelia tự trị sáp nhập với nước Cộng hòa Dân chủ Phần Lan thành lập trên vùng Karelia thuộc Phần Lan thành nước Cộng hòa thứ 16 của Liên Xô. Dân số trong nước có 10% người Karelia thuộc Phần Lan trước đó. Ngày 16 tháng 7 năm 1956, Cộng hòa xã hội chủ nghĩa Xô viết Karelo-Phần Lan trở lại thành nước Cộng hòa tự trị như trước với diện tích và dân số lớn hơn nhiều lần so với năm 1940.

## Lãnh đạo
- Pavel Stepanovich Prokkonen (16 tháng 7 năm 1956 - 18 tháng 7 năm 1979)
- N. Kalinin (Lâm thời) (18 tháng 7 năm 1979 - 18 tháng 8 năm 1979)
- Ivan Pavlovich Mankin (18 tháng 8 năm 1979 - 9 tháng 3 năm 1984)
- N. Kalinin (Lâm thời) (9 tháng 3 năm 1984 - 18 tháng 4 năm 1984)
- Ivan Ilyich Senkin (18 tháng 8 năm 1984 - 12 tháng 12 năm 1985)
- V. Cheremovsky (Lâm thời) (12 tháng 12 năm 1985 - 21 tháng 1, 1986)
- Kuzma Filippovich Filatov (21 tháng 1 năm 1986 - 27 tháng 12, 1989)
- Viktor Nikolayevich Stepanov (27 tháng 12 năm 1989 - 18 tháng 4, 1990)